# A Teenager in Love
"A Teenager in Love" är en låt skriven av Doc Pomus och Mort Shuman, och ursprungligen insjungen på skiva av Dion and the Belmonts, som gav ut sin version år 1959. Den nådde topplaceringen #5 på Billboards poplistor. I maj 1959 låg tre versioner av låten på brittiska Top 20, de andra två versionerna med Marty Wilde och Craig Douglas. Låten anses vara en av de största i rockhistorien.
1970 sjöngs den av Simon and Garfunkel på deras sista konsert som duo, vid Forest Hills Tennis Stadium i Queens, New York.
Låten tolkades också av många andra, bland dem Marty Wilde, Connie Stevens and the Mutations i the Muppet Show, samt av Less Than Jake på Goodbye Blue & White, och 2002 av Red Hot Chili Peppers, som släppte den som B-sida till singeln By The Way.
Sången finns också med i Nintendo Wii-spelet Rayman Raving Rabbids 2. Svenske rockartisten Svante Karlsson tolkade låten på sitt debutalbum "American Songs" 1999.